# 福島県商工信用組合
福島県商工信用組合（ふくしまけんしょうこうしんようくみあい）は、福島県郡山市に本店を置く信用組合。

## 沿革
- 1954年10月 郡山商工信用組合として設立。
- 1958年5月 福島県商工信用組合に改称。
- 2019年4月1日 この日よりセブン銀行ATM利用時の手数料を全時間帯、有料とした[2]。
- 2020年6月1日 同日以降に新規開設された口座について、未利用口座管理手数料を設定[3]。

## ATMについて
ATMでは、しんくみ お得ねっと提携信用組合のカードによる出金は自組合扱いとなる。
また、当信組カードにおけるセブン銀行ATM利用提携については出金のみの取扱となっている。なお、2010年1月現在、カード発行信組としては数少ないゆうちょ銀行ATM相互提携には参加していない。